# كليفورد ووكر
كليفورد ووكر (26 يونيو 1919 - 3 ديسمبر 1992) (بالإنجليزية: Clifford Walker)‏ هو لاعب كريكت بريطاني (وحمل سابقاً جنسية المملكة المتحدة لبريطانيا العظمى وأيرلندا).

## وصلات خارجية
- كليفورد ووكر على موقع إي آس بي آن كريك إنفو (الإنجليزية)